# Reithrodon auritus
Reithrodon auritus là một loài động vật có vú trong họ Cricetidae, bộ Gặm nhấm. Loài này được Fischer mô tả năm 1814.